# Langkraairas
Een langkraairas is een kippenras dat speciaal gefokt is vanwege de duur en de schoonheid van het kraaien. Deze rassen zijn in veel gebieden van de wereld ontstaan, vooral in Japan en Indonesië, maar ook in West-Europa, de Balkan, Rusland en Turkije. Met langkraaiers worden in veel landen hanenkraaiwedstrijden gehouden.

## Lijst van langkraairassen
- Ajam pelóng
- Bergse kraaier
- Bosnische kraaier of Berat-kraaier
- Braziliaanse kraaier
- Denizli-kraaier
- Koeyoshi
- Kosovaarse kraaier of Drenica-kraaier
- Lachhoen of Ajam ketawa
- Tomaru
- Totenko
- Joerlov-kraaier

## Rariteiten
- De ajam bekisar is een langkraaiend hoen waarmee in Oost-Java kraaiwedstrijden gehouden worden. Dit behoort formeel niet tot de kippen, omdat het een meestal onvruchtbare hybride tussen vorkstaarthoenders en lokale Javaanse kippen (ajam kampong) is.
- Het lachhoen van het eiland Celebes heet zo, omdat hij niet alleen een lang aanhoudende kraai heeft, maar bij het kraaien een stotterend geluid voortbrengt, wat grote gelijkenis heeft met het menselijke lachen.

## Afbeeldingen

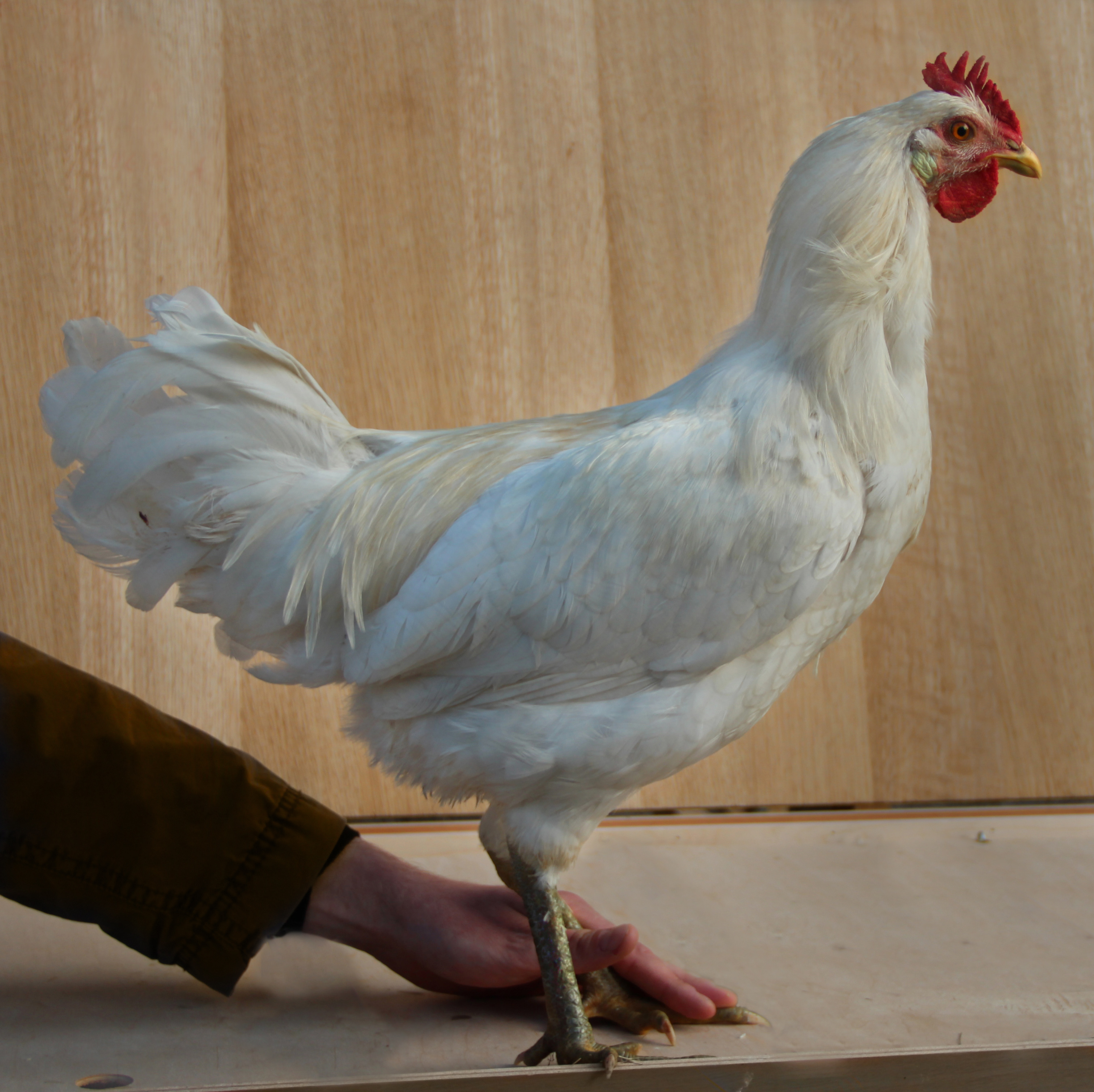
Bosnische kraaier
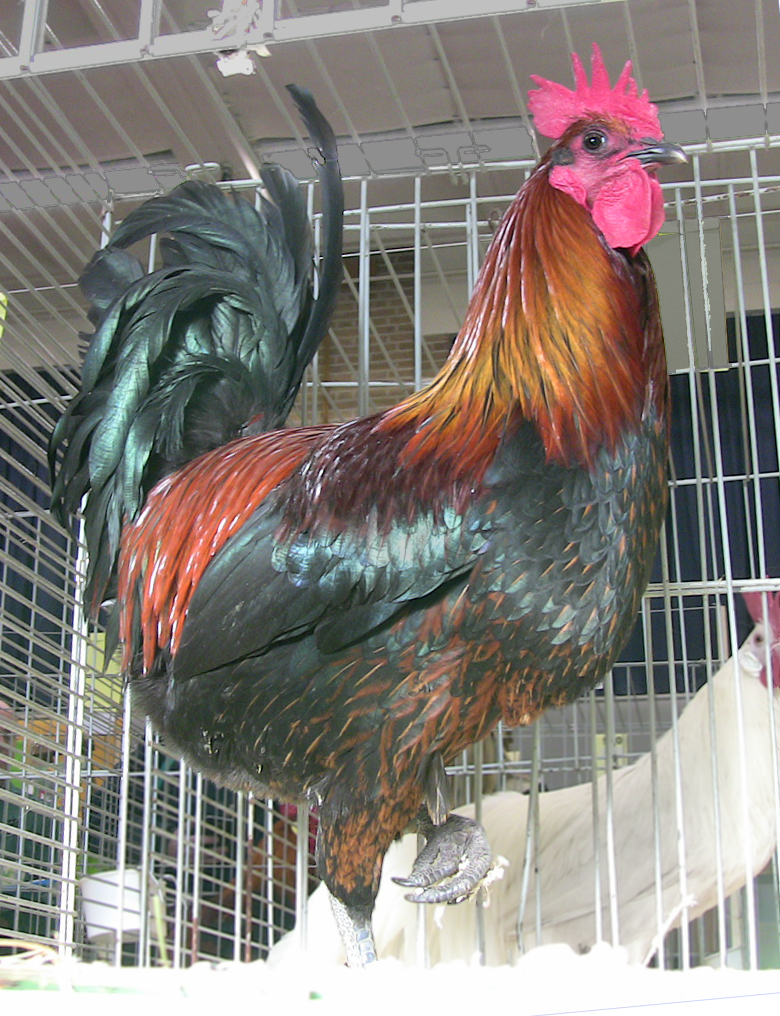
Denizli-kraaier op een tentoonstelling
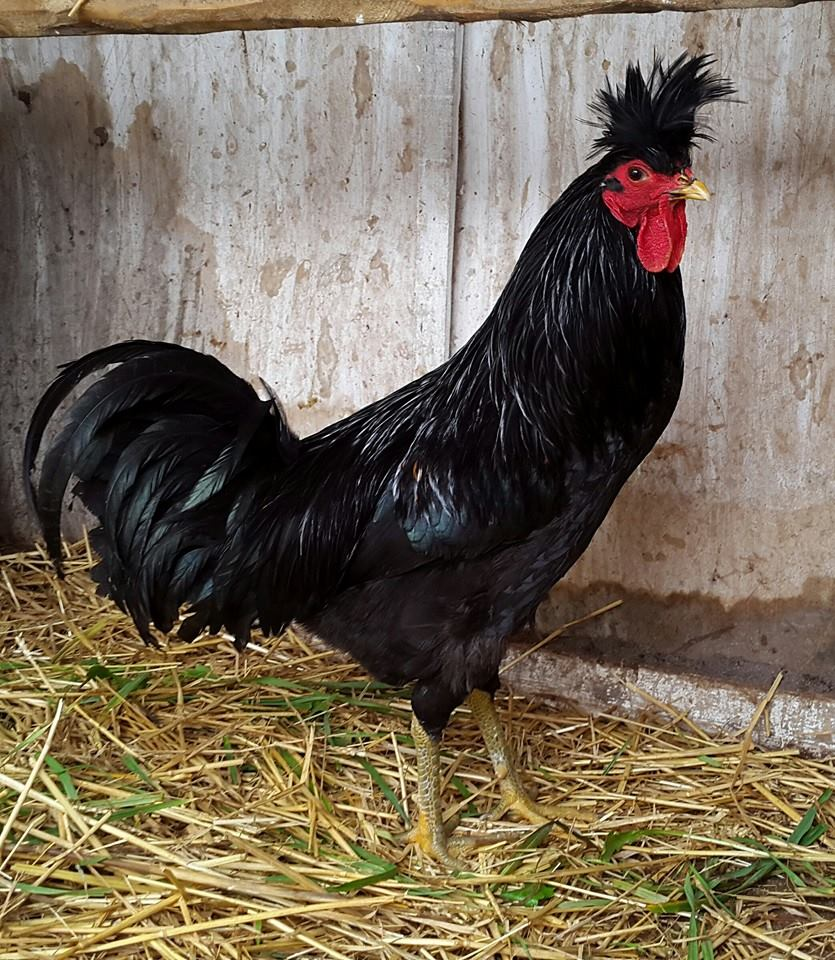
Kosovaarse kraaier
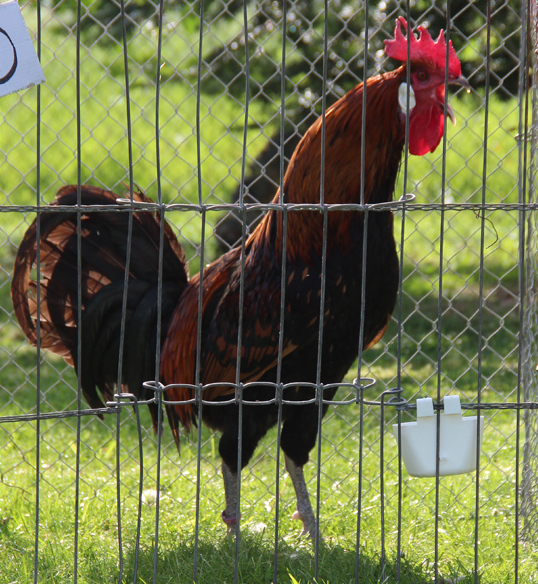
Bergse kraaier bij een kraaiwedstrijd
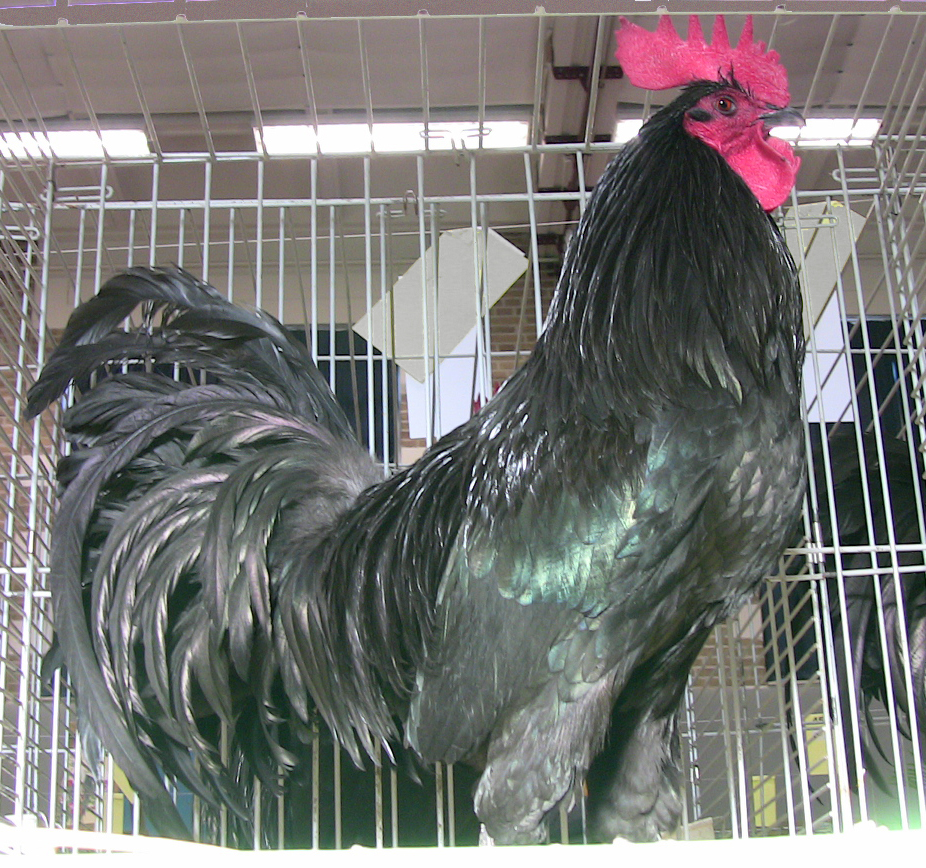
Tomaru-haan op een tentoonstelling
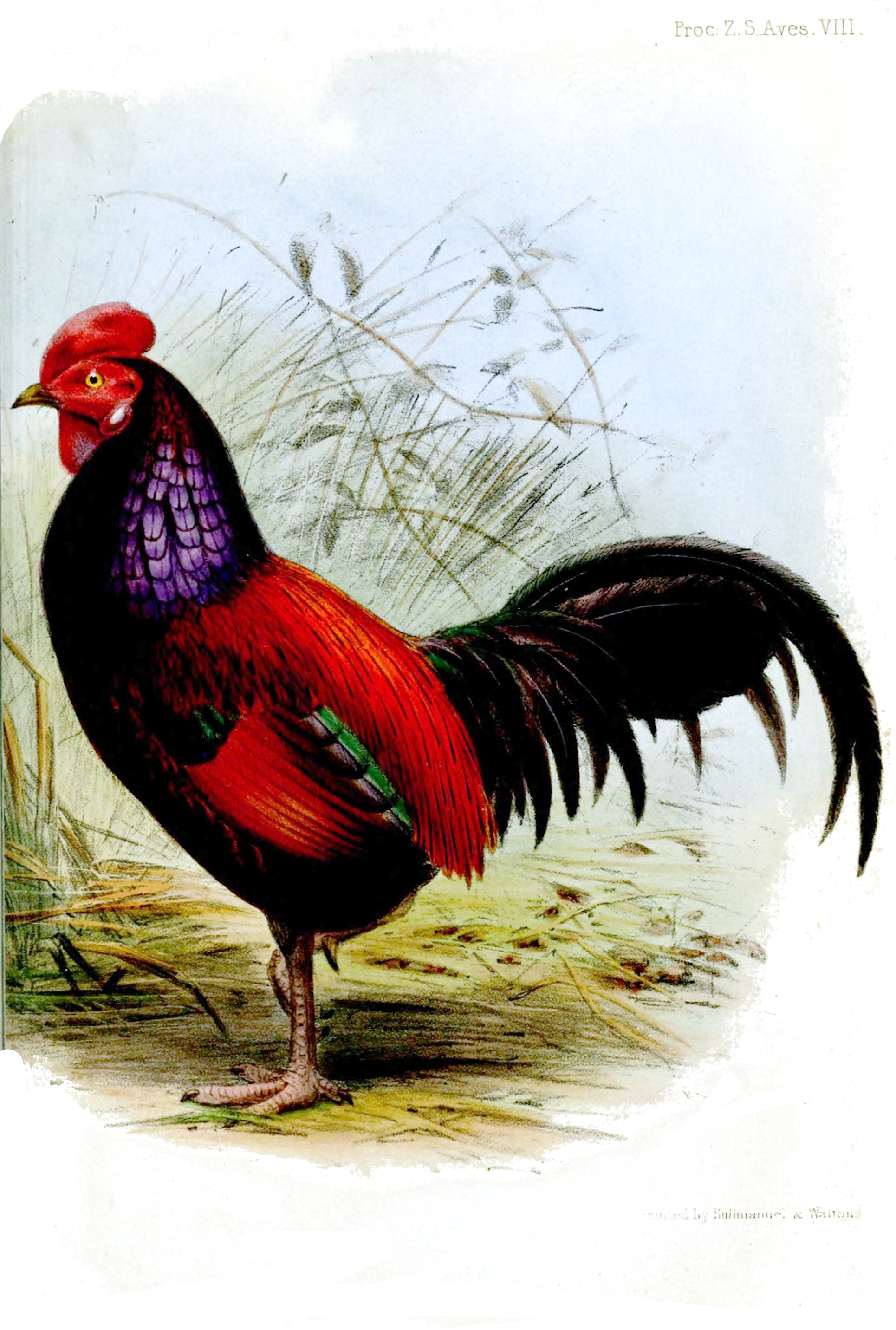
Ajam bekisar